# Karim Capuano
Karim Capuano (Barletta, 16 dicembre 1975) è un attore e personaggio televisivo italiano.

## Biografia
Inizia la sua carriera nel 2001 come tronista al programma Uomini e donne di Maria De Filippi, in seguito partecipa come ospite fisso al programma Buona Domenica fino al 2003. Partecipa anche alla prima edizione del reality show La talpa classificandosi secondo. Nel 2006 ha pubblicato, come cantante, il singolo Pallone marcio, e successivamente Di sicuro e The Dream. Nel 2004 diviene ospite fisso alla trasmissione Domenica in e nello stesso anno conduce il programma Estate sul Due.
Nel 2008 è stato condannato ad un anno e sei mesi e una multa di 2000 euro per aver aggredito un conducente di taxi a Milano. Nel 2011 a causa di un incidente è entrato in coma e nel 2012 si è ripreso del tutto. Il 25 settembre 2013 è stato arrestato per aver aggredito a Guidonia un amico al quale ha staccato a morsi il lobo dell'orecchio destro.

## Filmografia
- Il latitante, regia di Ninì Grassia (2003)
- Parentesi tonde, regia di Michele Lunella (2006)
- Fratelli di sangue, regia di Pietro Tamaro (2015)

## Programmi TV
- Uomini e donne (Canale 5, 2001-2002)
- La talpa (Rai 2, 2004)
- Estate sul 2 (Rai 2, 2004)
- Reality Game (Sky Vivo, 2007)